# Eudarcia alvearis
Eudarcia alvearis är en fjärilsart som beskrevs av Edward Meyrick 1919. Eudarcia alvearis ingår i släktet Eudarcia och familjen äkta malar.
Artens utbredningsområde är Sri Lanka. Inga underarter finns listade i Catalogue of Life.